# Gerra brephos
Gerra brephos là một loài bướm đêm trong họ Noctuidae.